# Mesoereis koshunensis
Mesoereis koshunensis là một loài bọ cánh cứng trong họ Cerambycidae.